# قيمة حالية
القيمة الحالية (بالإنجليزية: Present Value)‏ هي القيمة المساوية لسلسلة من التدفقات النقدية المستقبلية في الوقت الحاضر، ويتم حسابها عن طريق خصم التدفقات المستقبلية بمعدل خصم يحدد طبقًا لمفهوم القيمة الوقتية للنقود وبناء على المخاطر المرتبطة بهذه التدفقات. ويعتبر مفهوم القيمة الحالية مهمًا للغاية حيث يستخدم على نطاق واسع في مجال الأعمال والاقتصاد لتوفير وسيلة لمقارنة التدفقات النقدية الواقعة في أوقات مختلفة.

## طريقة الحساب
للوصول إلى القيمة الحالية لتدفق نقدي مستقبلي واحد تستخدم المعادلة:
{\displaystyle {\rm {PV}}={\frac {\rm {C}}{(1+{\rm {r}})^{\rm {t}}}}}
حيث أن:
| الرمز              | المعنى                  | وحدة القياس |
| ------------------ | ----------------------- | ----------- |
| {\displaystyle PV} | القيمة الحالية          | عملة        |
| {\displaystyle C}  | التدفق النقدي المستقبلي | عملة        |
| {\displaystyle r}  | معدل الخصم              | %           |
| {\displaystyle t}  | السنوات                 | عدد         |

ولحساب القيمة الحالية لتدفقات نقدية مستقبلية عديدة يتم حساب القيمة الحالية لكل تدفق باستخدام المعادلة السابقة، ومن ثم جمع النواتج للوصول إلى إجمالي القيمة الحالية لكل التدفقات.